# 津山藩
津山藩（日语：／ Tsuyama han */?）是位於日本美作國江戶時代一個藩領，藩廳位於津山城。

## 歷史
津山藩的領地在立藩前是小早川秀秋岡山藩的領地，1602年秀秋逝世。1603年由川中島藩主森忠政管治。1604年（慶長8年）開始建造津山城，1616年（元和2年）完成。1697年（元祿10年），第四代藩主長成死後，迎接養子關眾利成為藩主，結果激怒了幕府。被幕府收回領地。此外長成擁有不少兒子，其中三人被分配異地，長繼分配到西江原藩，長俊被分配到三日月藩，至於關長治分配到新見藩。
翌年由松平長矩以10萬石大名入替，自此以後由松平氏管治。

### 森家
外樣　18万6500石　（1603年 - 1697年）
1. 忠政
2. 長繼
3. 長武
4. 長成
5. 眾利

### 越前松平家
親藩　10万石→5万石→10万石　（1698年 - 1871年）
1. 宣富
2. 淺五郎
3. 長熙 被減為5万石
4. 長孝
5. 康哉
6. 康乂
7. 齊孝
8. 齊民 增加至10万石
9. 慶倫

## 支藩
津山藩在森氏管治期間出現三個支藩，其中兩個名為津山新田藩，另一個藩名為宮川藩。